# How I Wrote Elastic Man
«How I Wrote 'Elastic Man'» — пятый сингл британской рок-группы The Fall, записанный в рочдейлской Cargo Studios 8 мая 1980 года и выпущенный в январе 1980 года лейблом Rough Trade Records (RT048) с «City Hobgoblins» на обороте.
Сингл «How I Wrote Elastic Man» поднялся до #2 в UK Indie Charts и продержался в Top 50 26 недель. Песня «How I Wrote Elastic Man» заняла 26 место в итоговом списке лучших песен 1980 года от Джона Пила (The Festive 50).

## История
Заглавный трек сингла имел отношение к теме работы профессионального литератора, а также противостоянию творческой личности и средств масс-медиа. «How I Wrote Elastic Man — ослепительно амбициозное исследование отношения вымышленного общества к исписавшемуся автору, единственная книга которого называлась Plastic Man», — писал в 1992 году журнал Volume. Этот же источник называл его исполненным загадочности и одним из «самых смелых поп-синглов за всю историю». «Да, там есть тайна. Тем он и интересен. Слушайте, нужно же позволить себе повеселиться в жизни. Мы же не хотим, чтобы нам все преподносили на тарелочке», — замечал по этому поводу Смит.

## Список композиций
Сторона 1
- «How I Wrote 'Elastic Man'» (Riley/Scanlon/Hanley/Smith) 4:19

Сторона 2
- «City Hobgoblins» (Riley/Scanlon/Hanley/Smith) 2:20

## Издания
Оригинальные сингловые версии:
- Grotesque (After the Gramme) (1998 Castle, 2004 Sanctuary, 2004 Earmark LP, оба трека)
- Palace Of Swords Reversed (трек 1 — LP, CD; трек 2 — только CD)
- The Collection (оба трека)
- Psykick Dance Hall (трек 1)
- Totally Wired — The Rough Trade Anthology (оба трека)
- The Rough Trade Singles Collection (оба трека)
- 50,000 Fall Fans Can't Be Wrong (трек 1)
- The Fall Box Set 1976—2007 (трек 2)

## Кавер-версии
- Дуэт Baddiel & Skinner, ITV, Unplanned, 2005.

## Состав участников
| - Марк Э. Смит — вокал - Крэйг Скэнлон — гитара - Пол Хэнли — ударные - Марк Райли — гитара, вокал - Стив Хэнли — бас-гитара | - Мэйо Томпсон (Mayo Thompson), Джефф Трэвис (Geoff Travis) и The Fall — продюсеры - Джон Брирли (John Brierley) — звукоинженер |  |